# Bojan Đordić
Bojan Đorđić (* 26. května 1994, Sombor) je srbsko-bosenský fotbalový záložník, od roku 2022 angažovaný v Táborsku.

## Klubová kariéra
S fotbalem začal v srbském FK Polet. Dále působil v klubech v Bosně a chorvatském Slavonském Brodu. V ČR hrál nejdříve krátce za Varnsdorf a poté za Táborsko.

### FK Varnsdorf (návrat)
V druhé štaci v klubu odehrál 80 zápasů a vstřelil 10 branek.

### FC Slovan Liberec
Dne 17. července 2019 přestoupil do Slovanu Liberec. Debut v nejvyšší soutěži si připsal dne 10. srpna 2019 proti pražské Slavii, kdy v 81. minutě střídal Romana Potočného. V Liberci se však neprosadil a odehrál pouze 11 soutěžních zápasů.

### SFC Opava
Dne 22. ledna 2020 podepsal 2,5 roční smlouvu v Opavě. Debut v opavském dresu si připsal 16. února téhož roku proti Plzni, kdy odehrál celý zápas. V lednu 2021 se domluvil na rozvázání smlouvy. V SFC odehrál celkem 25 zápasů, při kterých si připsal 3 góly.

### FK Sloboda Tuzla
V roce 2021 odehrál 6 zápasů v nejvyšší bosenské soutěži za Slobodu Tuzla.

### FK Varnsdorf (druhý návrat)
V srpnu 2021 se vrátil do Varnsdorfu. Nastupoval v základní sestavě a nastřílel 22 branek. Jeho angažmá utnul konflikt s trenérem.

### FC Silon Táborsko (návrat)
Do Silonu se vrátil v roce 2022.